# Mas del Coma
El Mas del Coma és una masia de Cervera (Segarra) protegida com a Bé Cultural d'Interès Local.

## Descripció
Edifici aïllat de planta rectangular. Consta de planta baixa, pis i golfes, amb coberta de teula àrab a dues vessants. A ponent hi ha un cos adossat, en el qual la planta pis té un porxo obert i façanes de pedra. La façana nord es perllonga creant una tanca perimetral entorn de la casa i pati.